# Jan van der Wiel
Jan van der Wiel, né le 31 mai 1892 et mort le 24 novembre 1962, est un escrimeur néerlandais spécialiste du sabre. Il participera trois fois aux Jeux olympiques de 1920 à 1928 et remportera deux médailles deux bronze en sabre par équipe à Anvers en 1920 et à Paris en 1924.